# Gigi D'Agostino
Gigi D'Agostino, egentligen Luigino Celestino di Agostino, född 17 december 1967, Turin, Italien, är en italiensk DJ, remixer och musikproducent.

## Biografi
D'Agostino inledde sin karriär 1986 genom att vända skivor på Italo Disco och i samma veva släppa sin första mix av "Psychodelic", innan han flyttade till London. 1999 släppte han singeln "L'Amour Toujours" som blev hans stora kommersiella genombrott. Senare samma år släpptes även albumet med samma namn. Skivan placerade sig bland annat på en 10:e plats över de mest sålda skivorna någonsin i Italien. Låten nådde som högst plats 78 på Billboardlistan och låg på listan i 13 veckor. D'Agostino sålde även platina med flera singlar släppta på 2000-talet.

## Diskografi

### Originalalbum
- 1994: 
  - A Journey Into Space
- 1996: 
  - Gigi D'Agostino
  - The Greatest Hits
  - A Journey Into Space - Återutgivning av ZYX, originalet är från 1994.
- 1997: 
  - Gin Lemon E.P. (Extended Play)
- 1999: 
  - Tanzen (Extended Play)
  - L'Amour Toujours
- 2000: 
  - Tecno Fes vol. 1
  - L'amour Toujours (Extended Play vinyl)
  - Eurodance '99
  - Gigi D'Agostino (Coletanea Building Records, Brasil Release)
  - Tecno Fes (Extended Play)
  - Tecno Fes Vol. 2 (Extended Play)
- 2003:
  - Underconstruction 1: Silence E.P. (Extended Play)
- 2004: 
  - Underconstruction 2: Silence Remix (Extended Play)
  - Underconstruction 3: Remix (Extended Play)
  - L'Amour Toujours II
- 2006: 
  - Some Experiments
- 2007:
  - Lento Violento e Altre Storie
  - La Musica Che Pesta
- 2008:
  - Suono Libero
- 2010
  - Mondo Reale